# 870

سنة 870 كانت سنة بسيطة تبدأ يوم الأحد حسب التقويم اليولياني.

## مواليد
- أبو العباس أحمد المعتمد على الله
- الفارابي الفيلسوف والعالم المسلم.

## وفيات
- أبو إسحاق محمد المهتدي بالله
- الإمام محمد بن إسماعيل البخاري. (ولد 810 م)
- أبو الوليد المهري
- برنارد الحكيم